# Болтін Іван Микитович
Іва́н Мики́тович Бо́лтін (*12 січня 1735 — †17 жовтня 1792) — російський дворянський історик.
Болтін був військовиком (генерал-майор) і вивчав історію як любитель старовини. Працював деякий час в Україні начальником Васильківської митниці. Вважав, що історичний процес визначають географічне середовище, державна влада, право, законодавство, і намагався з'ясувати залежність між цими факторами. У висновках Болтіна було важливим визнання феодалізму в Росії. Болтін виступив проти спотворення російської історії французьким істориком Леклерком, фальсифікацій історії, зокрема в питанні про походження козацтва, та ін. Болтін виступив на захист руських літописів, проти тенденцій зх.-європ. істориків вбачати все в них невірогідним. Болтін відзначав високий культурний рівень слов'ян за часів Русі.

## Болтін про походження сучасних росіян
За твердженнями радянських істориків, Болтін у своїх працях зазначав, що:
|  | Змішання з сусідніми племенами, «завоювання татарські» породили «зміну стародавнього способу життя, звичаїв та повір'їв». |

## Праці
- Примечания на «Историю древния и нынешния России» г. Леклерка, т. 1—2. [СПБ], 1788
- Критические примечания на первый и второй тома -«Истории» князя Щербатова, т. 1—2. СПБ, 1793—94.